# Hideji Ōtaki
Hideji Ōtaki (大滝 秀治, Ōtaki Hideji, 6 juin 1925 – 2 octobre 2012) est un acteur japonais.

## Biographie
Après avoir servi au cours de la Seconde Guerre mondiale, Hideji Ōtaki s'intéresse au théâtre et participe à la création de la troupe Gekidan Mingei en 1950.
Il devient célèbre pour son travail à la télévision dans les années 1970, mais il apparaît dans de nombreux films, notamment ceux de Jūzō Itami. Son dernier film, Anata e (en), avec Ken Takakura en vedette, sort quelques mois avant sa mort. Il décède d'un cancer du poumon  le 2 octobre 2012 à son domicile de Tokyo.

## Filmographie partielle
- 1952 : Les Enfants d'Hiroshima (原爆の子, Genbaku no ko?) de Kaneto Shindō
- 1955 : Voici une fontaine (ここに泉あり, Koko ni izumi ari?) de Tadashi Imai
- 1959 : Le Mur du silence (その壁を砕け, Sono kabe o kudake?) de Kō Nakahira
- 1962 : Atariya taishō (当りや大将?) de Kō Nakahira
- 1964 : Sasurai no gyanburā (さすらいの賭博師?) de Yōichi Ushihara
- 1964 : Le Soleil noir (黒い太陽, Kuroi taiyō?) de Koreyoshi Kurahara
- 1965 : L'Archipel du Japon (日本列島, Nihon rettō?) de Kei Kumai
- 1968 : Le Soleil de Kurobe (黒部の太陽, Kurobe no taiyō?) de Kei Kumai
- 1968 : Kubi (首?) de Shirō Moritani
- 1969 : Dai Nippon suri washǖdan (大日本スリ集団?) de Jun Fukuda
- 1970 : Yajū toshi (野獣都市?) de Jun Fukuda
- 1971 : Otoko no sekai (男の世界?) de Yasuharu Hasebe
- 1973 : Baby Cart : Le Territoire des démons (子連れ狼 冥府魔道, Kozure Ōkami: Meifumadō?) de Kenji Misumi
- 1975 : C'est dur d'être un homme : Intellectuellement vôtre (男はつらいよ 葛飾立志篇, Otoko wa tsurai yo: Katsushika risshihen?) de Yōji Yamada : le prêtre du temple Jion-ji
- 1976 : Kimi yo fundo no kawa o watare (君よ噴怒の河を渉れ?) de Jun'ya Satō
- 1976 : C'est dur d'être un homme : La Libellule rouge (男はつらいよ 寅次郎夕焼け小焼け, Otoko wa tsurai yo: Torajirō yūyake koyake?) de Yōji Yamada
- 1976 : Zone stérile (不毛地帯, Fumō chitai?) de Satsuo Yamamoto
- 1976 : Le Complot de la famille Inugami (犬神家の一族, Inugami-ke no ichizoku?) de Kon Ichikawa
- 1976 : Frère ainé, sœur cadette (あにいもうと, Ani imōto?) de Tadashi Imai
- 1977 : La Ballade du diable (悪魔の手毬唄, Akuma no temari-uta?) de Kon Ichikawa
- 1977 : L'Île de la prison (獄門島, Gokumon-tō?) de Kon Ichikawa
- 1977 : Mont Hakkoda (八甲田山, Hakkodasan?) de Shirō Moritani
- 1978 : La Reine des abeilles (女王蜂, Joōbachi?) de Kon Ichikawa : avocat Kano
- 1978 : Fleurs d'hiver (冬の華, Fuyu no hana?) de Yasuo Furuhata : Ichirō
- 1978 : Burū Kurisumasu (ブルークリスマス, Burū kurisumasu?) de Kihachi Okamoto
- 1978 : C'est dur d'être un homme : Elle court, elle court la rumeur (男はつらいよ 噂の寅次郎, Otoko wa tsurai yo: Uwasa no Torajirō?) de Yōji Yamada
- 1979 : La Maison du pendu (病院坂の首縊りの家, Byōinzaka no kubikukuri no ie?) de Kon Ichikawa
- 1979 : Nichiren (日蓮?) de Noboru Nakamura : Dozen
- 1980 : Kagemusha, l'ombre du guerrier (影武者, Kagemusha?) d'Akira Kurosawa
- 1981 : L'Affaire Shimoyama (日本の熱い日々 謀殺・下山事件, Nihon no atsui hibi bōsatsu: Shimoyama jiken?) de Kei Kumai
- 1981 : Eki, la gare (駅 STATION, Eki Station?) de Yasuo Furuhata : Aiba
- 1982 : The Go Masters (未完の対局, Mikan no taikyoku?) de Jun'ya Satō, Duan Ji-shun et Liu Shu'an
- 1982 : La Rivière Dotonbori (道頓堀川, Dōtonborigawa?) de Kinji Fukasaku
- 1983 : La Taverne Chōji (居酒屋兆治, Izakaya Chōji?) de Yasuo Furuhata
- 1984 : The Funeral (お葬式, Osōshiki?) de Jūzō Itami
- 1984 : Les Enfants de Mac Arthur (瀬戸内少年野球団, Setouchi shōnen yakyūdan?) de Masahiro Shinoda
- 1985 : Tampopo (タンポポ, Tanpopo?) de Jūzō Itami
- 1986 : Gonza le lancier (鑓の権三, Yari no Gonza?) de Masahiro Shinoda : Iwaki
- 1986 : Uemura Naomi monogatari (植村直己物語?) de Jun'ya Satō : Matsutaro Uemura
- 1989 : Les Copains d'abord (あ・うん, A un?) de Yasuo Furuhata : le propriétaire du ryokan
- 1990 : A-ge-man (あげまん?) de Jūzō Itami
- 1990 : Childhood Days (少年時代, Shōnen jidai?) de Masahiro Shinoda
- 1992 : Minbo ou l'art subtil de l'extorsion (ミンボーの女, Minbō no onna?) de Jūzō Itami
- 2000 : Dora-heita (どら平太?) de Kon Ichikawa : Imamura Kamon
- 2003 : Spy Sorge (スパイ・ゾルゲ, Supai Zorge?) de Masahiro Shinoda
- 2004 : Casshern (キャシャーン, Kyashān?) de Kazuaki Kiriya
- 2004 : Izo (イゾウ?) de Takashi Miike
- 2010 : Voyage avec Haru (春との旅, Haru tono tabi?) de Masahiro Kobayashi : Shigeo Kanemoto
- 2012 : Anata e (あなたへ?) de Yasuo Furuhata

## Distinctions

### Décorations
- 1988 : récipiendaire de la médaille au ruban pourpre
- 1995 : récipiendaire de l'ordre du Soleil levant de quatrième classe
- 2011 : Personne de mérite culturel

### Récompenses
- 1970 : Prix Kinokuniya de théâtre
- 1976 : prix du meilleur second rôle masculin à la première édition des Hōchi Film Awards pour ses interprétations dans Frère ainé, sœur cadette, Kimi yo fundo no kawa o watare et Zone stérile[2]
- 1977 : Blue Ribbon Award du meilleur second rôle masculin pour ses interprétations dans Frère ainé, sœur cadette et Zone stérile[3]
- 1977 : prix Kinema Junpō du meilleur second rôle masculin pour ses interprétations dans Frère ainé, sœur cadette et Zone stérile[4],[5]
- 2013 : Japan Academy Prize du meilleur second rôle masculin pour son interprétation dans Anata e[6]